# Btrfs

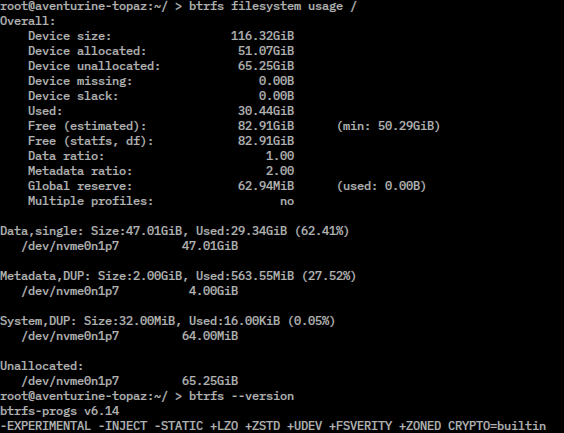
Zrzut ekranu Btrfs.

Btrfs (ang. B-tree File System) – system plików dla systemu Linux. Firma Oracle ogłosiła prace nad nim w 2007, a sam system został udostępniony na licencji GNU General Public License. Jest domyślnym systemem plików dla dystrybucji openSUSE i Fedora

## Właściwości
Do najważniejszych cech systemu należą:
- Kopiowanie przy zapisie,
- Możliwość zmiany rozmiaru partycji online,
- Dodawanie/usuwanie urządzeń blokowych w locie,
- Możliwość balansowania obciążenia pomiędzy urządzeniami,
- RAID na poziomie obiektów – możliwość stworzenia odpowiednika RAID1 oraz RAID0,
- Podwoluminy – jeden lub więcej oddzielnie montowanych systemów plików wewnątrz każdej partycji fizycznej,
- Migawki – możliwość powrotu do poprzedniej wersji plików,
- Sumy kontrolne danych i metadanych (zapewniają integralność danych przy użyciu wybranego haszowania[3]: CRC-32C, xxHash, SHA-256, BLAKE2b),
- Kompresja w locie (za pomocą bibliotek zlib, lzo oraz zstd)
- Defragmentacja online,
- Możliwość zaadresowania 16 eksabajtów (16 384 petabajty).